# Sophie Hélène Béatrice a Franței

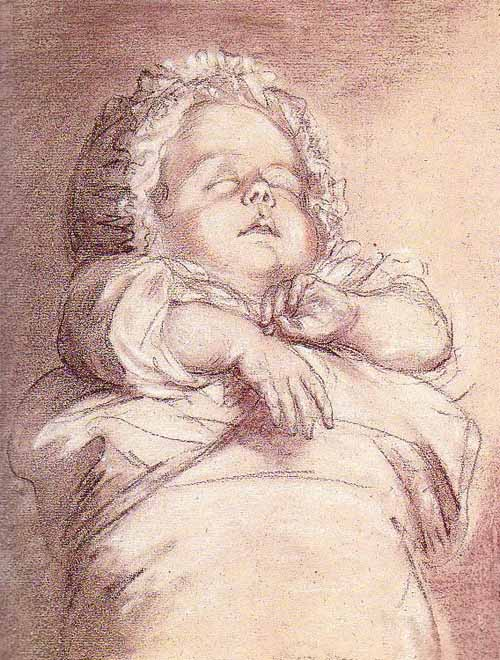
Sophie Béatrice a Franței, desenată de Élisabeth Vigée Le Brun.

Marie Sophie Hélène Béatrice de France, Fille de France, Madame Sophie (9 iulie 1786 – 19 iunie 1787) a fost prințesă franceză.

## Biografie
Sophie s-a născut la Palatul Versailles și a fost a doua fiică și cel mai mic copil din cei patru ai regelui Ludovic al XVI-lea al Franței și a reginei Maria Antoaneta. A fost numită după mătușa sa, Sophie a Franței, cea de-a șasea fiică a regelui Ludovic al XV-lea, care murise cu patru ani înainte de nașterea sa. 
Ca fiică a regelui, Sophie a fost Fille de France (Fiică a Franței), fiind a treia femeie ca importanță în regat după mama sa, regina, și sora mai mare, Marie Thérèse. 
Anunțul unei noi sarcini a fost pentru regină o adevărată surpriză: tocmai născuse cel de-al doilea fiu al Franței (viitorul Ludovic al XVII-lea) și părea să nu vrea mai mulți copii. De la naștere, prințesa, care a fost mai mare decât în mod normal, a fost mândria părinților săi și o alinare pentru mama ei, atacată din toate părțile. Din păcate, starea sănătății sale era precară; victimă a tuberculozei sau a altei infecții, copilul a murit pe 19 iunie 1787.
Maria Antoaneta a fost nemângâiată de pierderea „micii sale Sophie”; Ludovic al XVI-lea a fost profund întristat. Sophie a fost înmormântată la biserica St. Denis din nordul Parisului.